# Martha Könsberg
Martha Elisabeth Christine Könsberg, född 28 augusti 1890 i Hamburg, död 1977, var en tysk-svensk målare och teckningslärare.
Hon var dotter till banktjänstemannen Edvard Cornelius Lauenstein och Marie König och från 1912 gift med konsul Nils Allan Könsberg. Hon studerade vid olika tyska konstskolor och avlade där en där teckningslärarexamen. Hon medverkade under flera år i samlingsutställningar med Skånes konstförening. Hennes konst består av porträtt, särskilt av barn, landskap och blommor i olja eller akvarell. 